# Vanadiumgruppe
| Gruppe  | 5      |
| Periode |        |
| 4       | 23 V   |
| 5       | 41 Nb  |
| 6       | 73 Ta  |
| 7       | 105 Db |

In der 5. Gruppe des Periodensystems sind die Elemente Vanadium, Niob, Tantal und das erstmals 1967 hergestellte Element 105 Dubnium enthalten. Die Gruppe wird auch nach dem ersten Mitglied als Vanadiumgruppe bezeichnet.
Alle Metalle aus der Gruppe weisen ähnliche chemische Eigenschaften (in Form der Oxidationsstufen +5 und +3) auf. Niob und Tantal kommen in der Natur oft auf Grund der durch die Lanthanoidenkontraktion nahezu identischen Atom- und Ionenradien vergesellschaftet vor. Die Oxide von Vanadium, Niob und Tantal wurden wegen ihres Charakters als Säurebildner früher als Saure Erden oder Erdsäuren bezeichnet.
| Name         | Vanadium                                  | Niob             | Tantal           | Dubnium |
| ------------ | ----------------------------------------- | ---------------- | ---------------- | ------- |
| Schmelzpunkt | 2183 K (1910 °C)                          | 2750 K (2477 °C) | 3290 K (3017 °C) | ?       |
| Siedepunkt   | 3680 K (3407 °C)                          | 5017 K (4744 °C) | 5731 K (5458 °C) | ?       |
| Dichte       | 6,11 g·cm−3                               | 8,57 g·cm−3      | 16,65 g·cm−3     | ?       |
| Aussehen     | stahlgrau metallisch, bläulich schimmernd | grau metallisch  | grau metallisch  | ?       |
| Atomradius   | 135 pm                                    | 145 pm           | 145 pm           | ?       |

Die Metalle
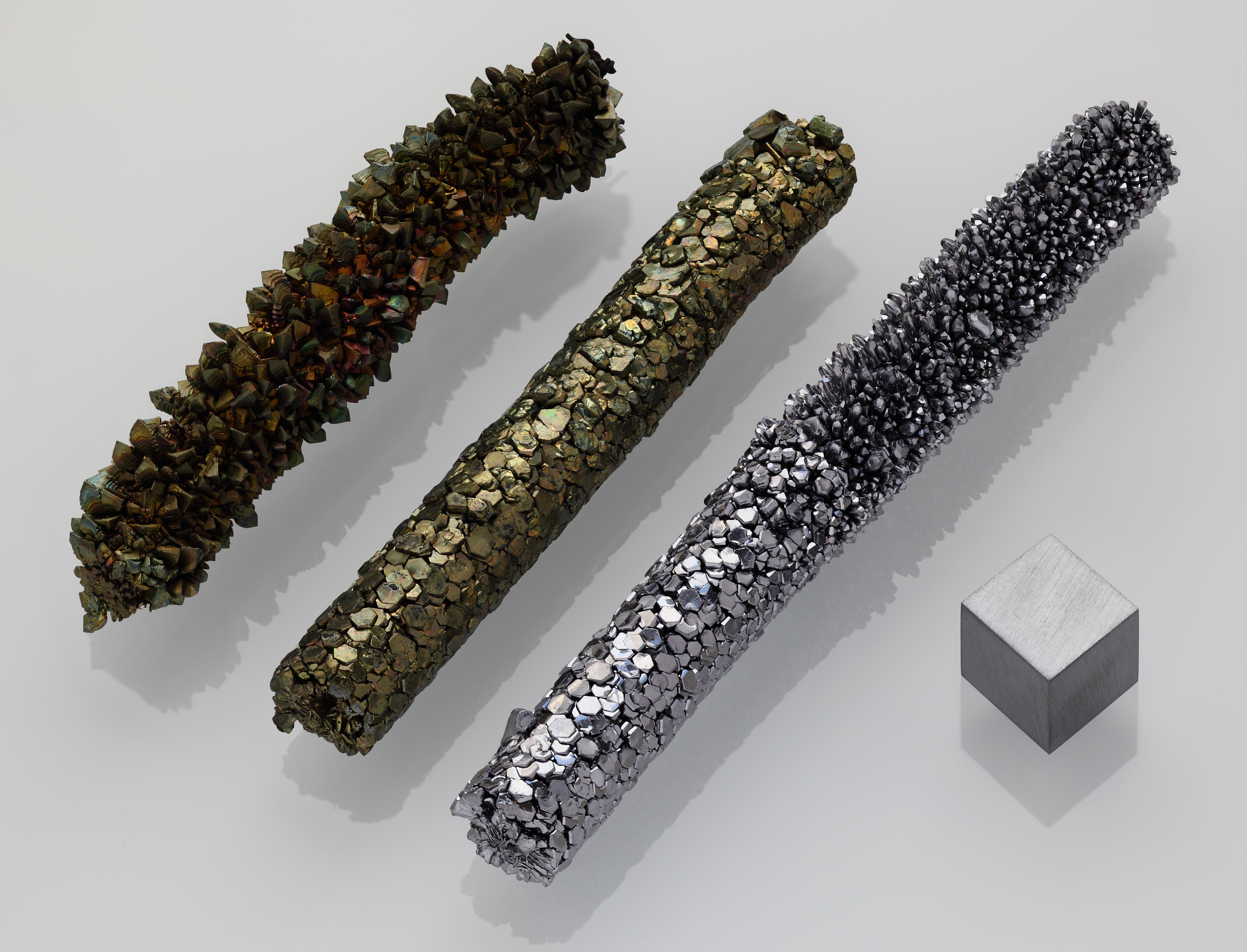
Vanadium-Kristalle, 99,95 %
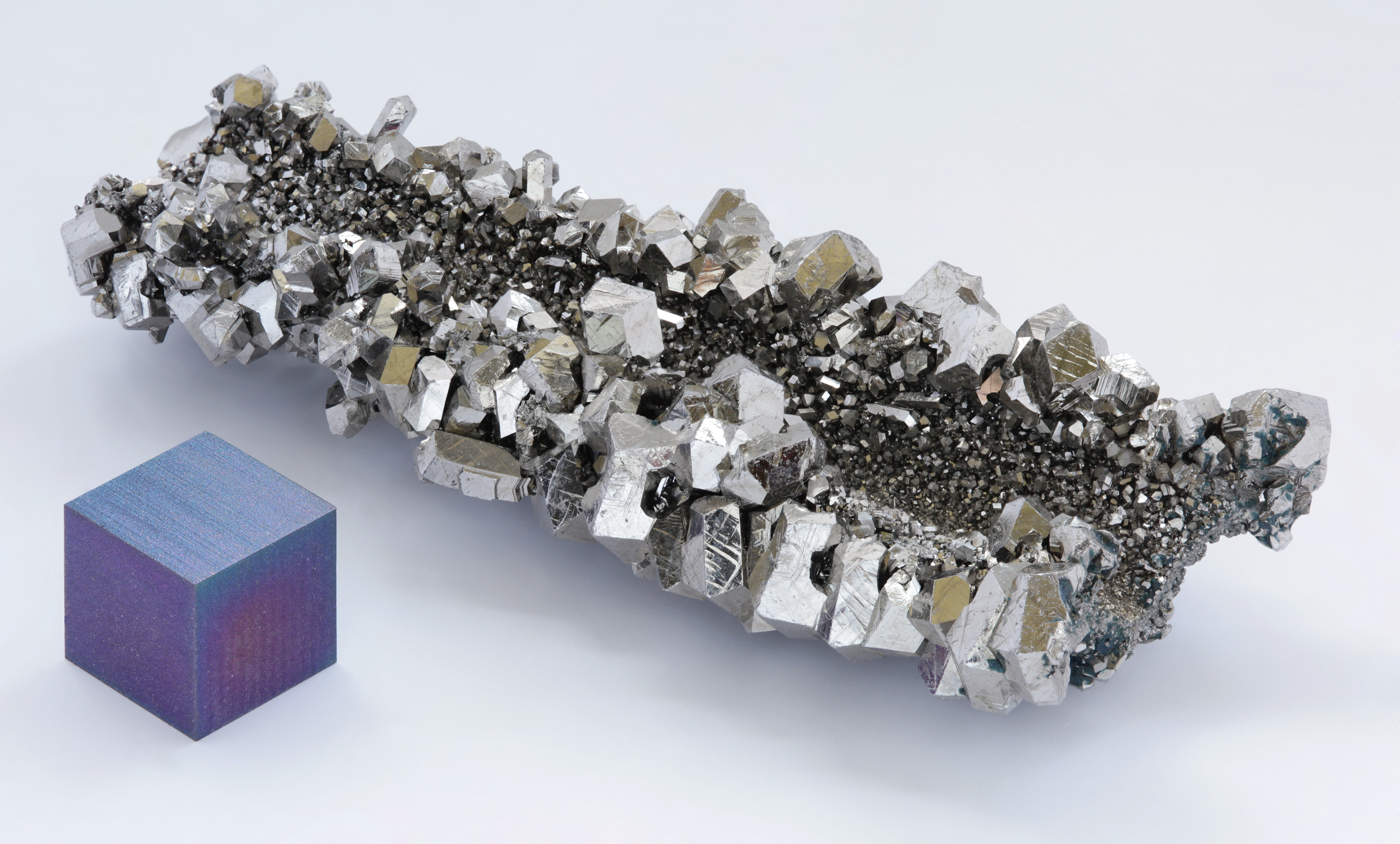
Niob-Kristalle, 99,995 %
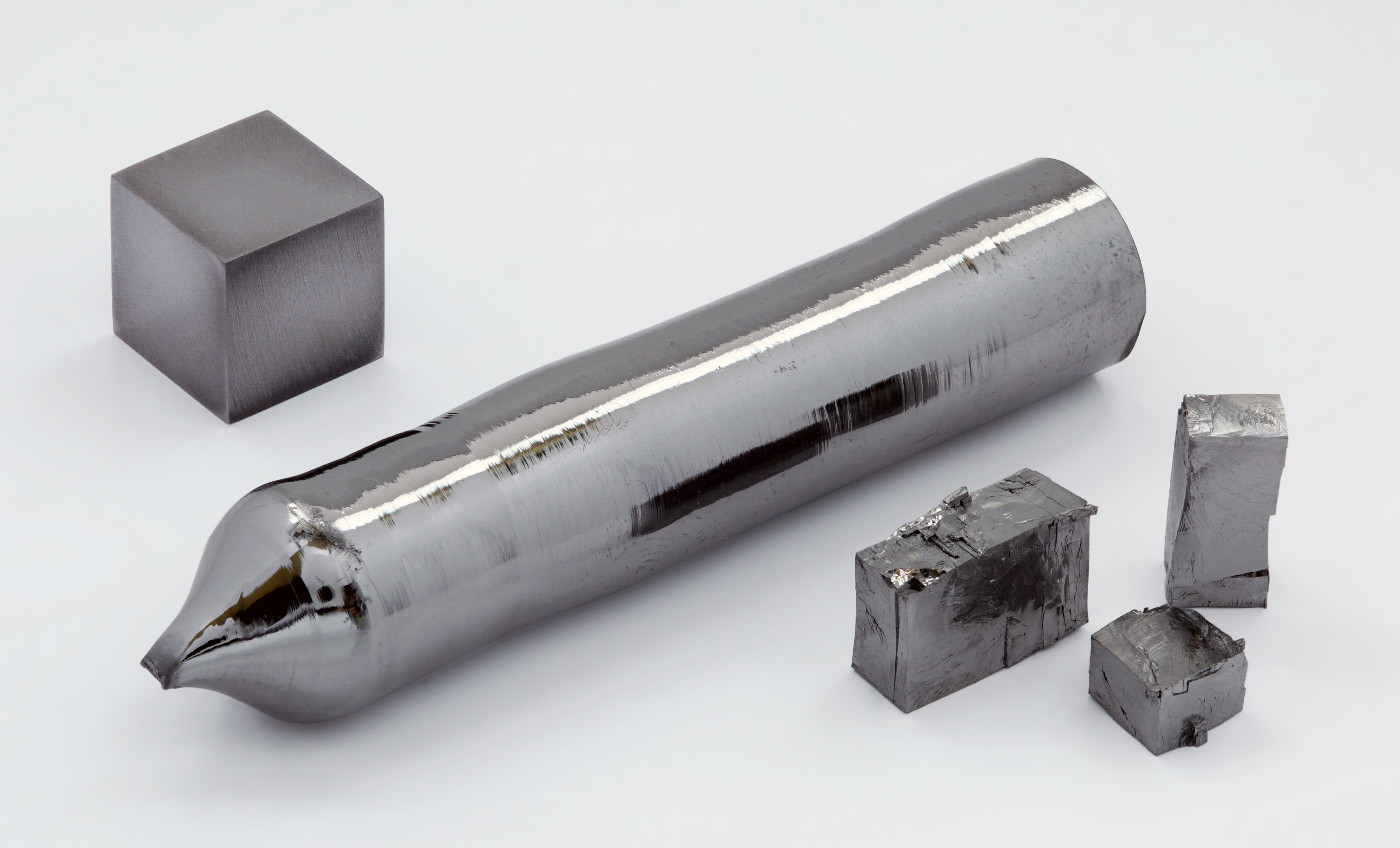
Tantal-Einkristall, 99,999 %